# Toyouke Ōmikami

Toyouke Ōmikami (豊受大神), ou Toyouke-bimekami, est une divinité du shintoïsme, religion autochtone du Japon. Vénérée depuis le Ve siècle, au sanctuaire d'Ise (préfecture de Mie), elle est une déesse de la nourriture.

## Origine
Selon le Kojiki, recueil de mythes concernant l’origine des îles formant le Japon et des dieux du shintō : les kamis, Toyouke Ōmikami est la fille de Wakumusubi, et la petite-fille d'Izanagi, créateur du Ciel et de la Terre et d'Izanami,.

## Autres noms
L'écriture du nom de Toyouke Ōmikami se lit aussi « Toyouke daijin ». Dans le Kojiki, Toyouke Ōmikami est aussi connue sous le nom de « Toyouke-bimekami, ».

## Attributs
Toyouke Ōmikami est à l'origine une déesse des céréales, et, plus largement, un kami de la nourriture, de la sériciculture et de l'agriculture,,. Elle est aussi associée à l'habillement et au logement,.

## Culte
Sous le règne de Sujin, dixième empereur du Japon, Toyouke Ōmikami est vénérée dans la province de Tamba. En 478, sous le règne de l'empereur Yūryaku, son culte est transféré au sanctuaire d'Ise, dans la province du même nom,,. Elle est attachée, comme kami de la nourriture,, au service d'Amaterasu Ōmikami, déesse solaire tutélaire de l'archipel japonais et principale divinité du sanctuaire d'Ise, et son culte est observé dans le sanctuaire « extérieur » : le Toyouke daijingū ou Gekū,,,.
La déesse est aussi adorée au sanctuaire Atago de la ville de Kyoto.